# NGC 3376
NGC 3376 (również PGC 32231) – galaktyka spiralna (S?), znajdująca się w gwiazdozbiorze Sekstantu. Odkrył ją Heinrich d’Arrest 19 lutego 1863 roku.